# 南极磷虾
南极磷虾，又名大磷蝦或南極大磷蝦，是一種生活在南冰洋的南极洲水域的磷虾。南极磷虾是似虾的无脊椎动物，並以群集方式生活，有时密度达到每立方米10,000—30,000隻。牠们以微小的浮游植物作為食物，從中將初级生产而來的能量，轉化來维持其遠洋帶的生命周期。牠们长成達6厘米长，2克重，有6年的壽命。牠们是南极生态系统的关键物种，若以生物質能来说，牠們可能是地球上最成功的動物物种
（大约共有5亿吨）。

## 分類
所有磷蝦目的成員都是像蝦（甲殼亞門真蝦總目）的動物。牠的胸甲部份與甲殼相連。由於在甲殼兩側的胸甲短小，南極磷蝦的鰓是肉眼可見的。牠的足並非形成顎足，與其他的十足目有所不同。

## 生命週期

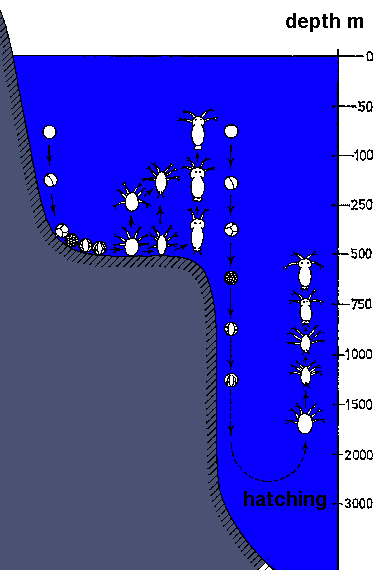
南極磷蝦於近海面產卵，而卵會下沉。在遠洋下沉近10日，幼體約於3000米深孵化。

南極磷蝦主要的產卵季節是由1月至3月，在大陸棚之上及深海海洋的上區域產卵。就所有磷蝦目而言，雄性會將精子包附在雌性的生殖孔。為此，雄性的第一腹肢會作為交配工具。雌性每一次會產6,000–10,000個卵。這些卵在經生殖孔排出時，會被附於此的精囊所排出的精子受精。
根據由英國發現號而得的資料所作出的經典假說，南極磷蝦的卵會按以下成長：0.6毫米的卵在下沉至大陸棚底部或海洋區域2,000-3,000米深時會開始進行原腸胚形成（卵發育成胚胎的過程）。當卵孵化時，第一無節幼體在牠的三對腳的協助下開始向海面上升。
其後兩個的幼體階段，稱為第二無節幼體及後無節幼體同樣是由卵黃所哺育。三星期後，幼小的磷蝦會完成上浮。牠們的數量在60米深水域會達至每公升2隻。當長大些時，額外的幼體階段，稱為第二及第三節胸幼體與第一至第六帶叉幼體。這些階段的特徵是增加發展更多的腳、複眼及剛毛。當長約15毫米，南極磷蝦開始有長成的習性。牠們在二至三年後會達到成熟階段。就像其他的甲殼亞門，南極磷蝦必須脫殼成長。約每13-20日，南極磷蝦會脫去牠的幾丁質外骨骼。

## 食物

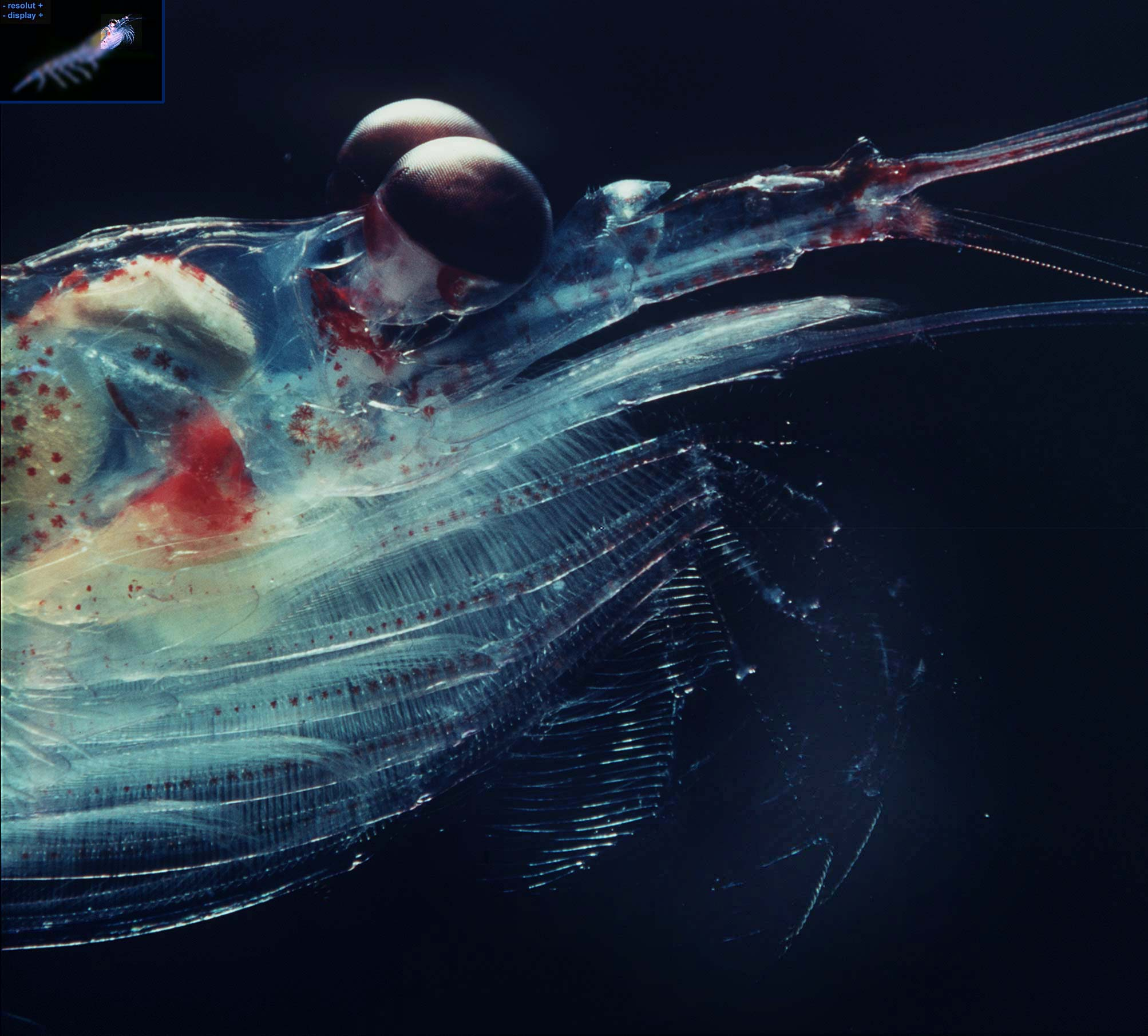
南極磷蝦的頭部，可以見到牠的生物螢光器官。

南極磷蝦的食道可以從牠那透明的外殼看到是呈現綠色的，由此可知牠們主要是以浮游植物為主要食物，尤其是細小的矽藻（約20微米）。矽藻會被牠的胃齒臼磨碎，並在肝胰臟消化。南極磷蝦亦可以捕食橈足類、端足目及其他細小的浮游動物。牠的食道是一直管，而消化效能則不是太高，因而其糞便仍有大量的碳。
在水族箱，有發現南極磷蝦會互相吃對方。當牠們在水族箱內沒有被餵食時，牠們會脫殼縮小體型，這是其他動物所沒有的。這可能是牠們對在冬天食物供應限制的適應。

### 濾食性

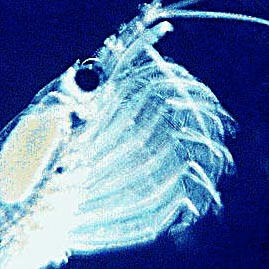
南極磷蝦正在濾食高濃度的浮游植物。

南極磷蝦可以直接利用浮游植物的細胞，這不是其他相同體型動物所能做到的。牠使用那高度發展的前足，作為有效的過濾器官，來進行濾食性攝食的： 在胸部的6隻胸足形成一個非常有效的「攝食籃」，用來搜集在海中的浮游植物。這個籃最細的地方可達直徑1微米。在較低的食物濃度下，牠會將攝食籃打開，推入水中超過半米，藻類會被在胸足內側的剛毛掃入口中。

### 掃除冰藻

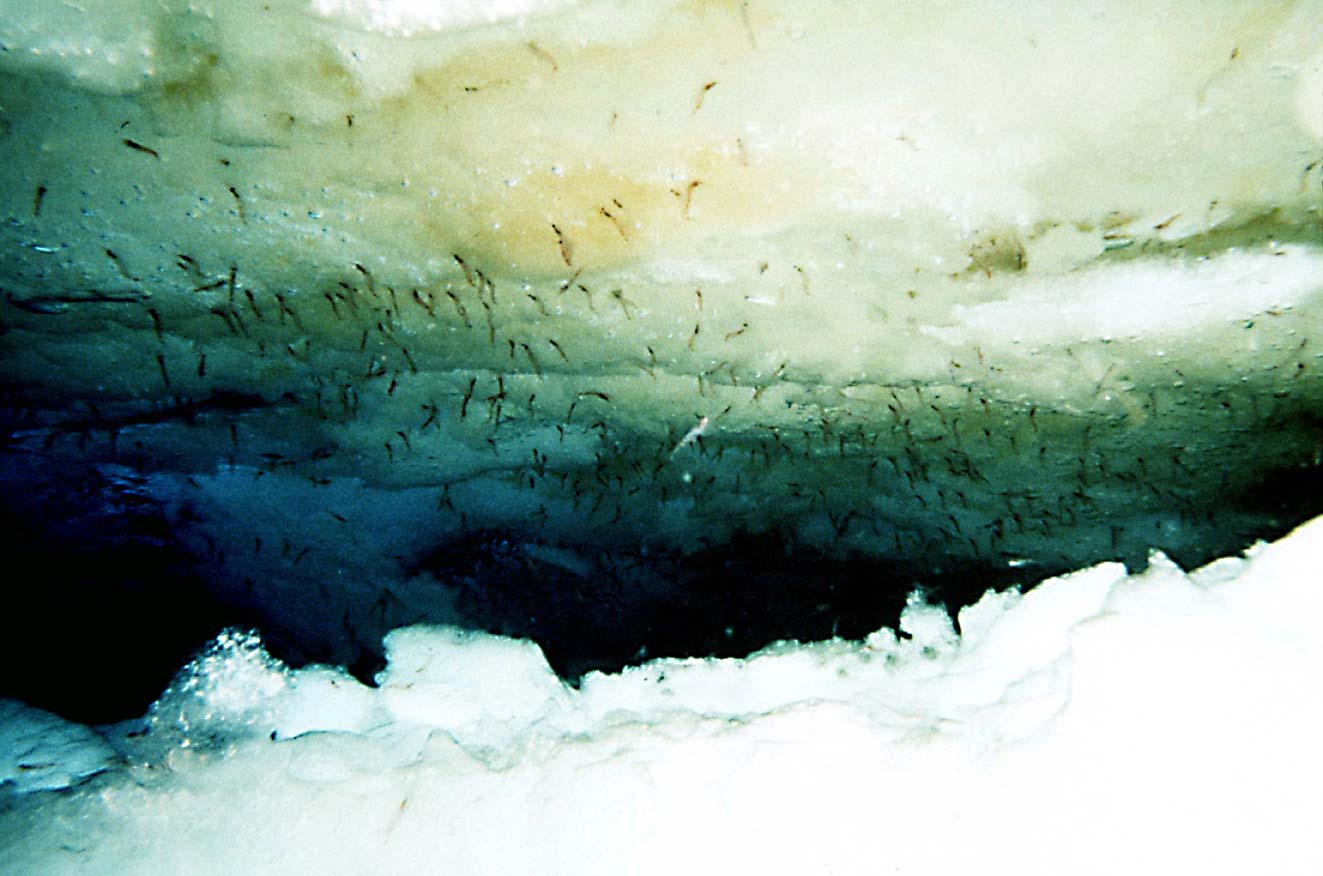
南極磷蝦會吃掉冰藻。冰塊表面被藻類染成綠色。

南極磷蝦能夠從浮冰底部掃除冰藻。牠們用胸足上的剛毛來輕擦海冰的表面。一隻南極磷蝦可以在10分鐘清除1平方呎的面積（即1.5 cm²/s）。這些冰藻比海水中具有更多碳成份，為南極磷蝦（尤其在春天）提供更多的能源。

### 生物传递及碳截存

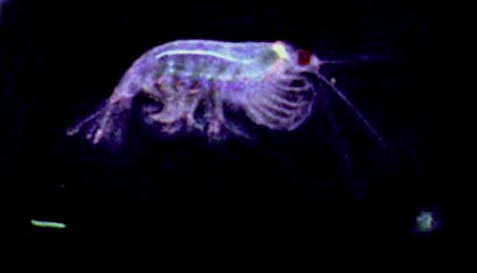
右下方是一綠色的吐出物，而左下方是一綠色的排泄物。

由于南极磷虾的消化能力较弱，导致經常会將未能消化的浮游植物吐出，而这些吐出物當中包含了數千個植物細胞。而牠所排出的粪便当中
亦含有大量未能消化的矽藻及碳元素。这兩者都是十分重，故下沉得非常快。这使得大量的碳元素沉积到了海底，形成了大量的二氧化碳库。这个将碳元素固存的过程称为碳截存。又因南冰洋深達2,000-4,000米，使得这部分碳能固存于海底长达千年之久。而这个以生物为动力，将碳元素传送至深海的过程被称为生物泵（biological pump）。
若浮游植物不是由南极磷虾所食，而是由生態系統中的其他物种所消化的话，那植物当中大部份的碳将會继续在海洋表层循环，不能得到固化。有指這個循环過程是地球上最大的生态循环機制之一。但要量化這個過程仍需更多的研究。

## 生物特性

### 生物螢光

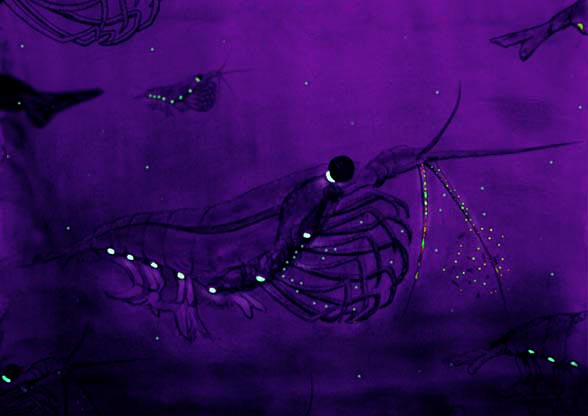
南極磷蝦生物螢光的水彩畫

南極磷蝦有生物螢光器官，可以產生光。這些器官分布在南極磷蝦的不同部位：一對在眼柱、另一對在第二至第七胸足的位置，及一個在腹片。這些發光器官能每隔2-3秒發出黃綠色的光。這些器官是高度發达，可以與電筒相比较：在器官的後面有一個凹反射體及在前方有一個晶體負責引導產生的光線，而整個器官可以用肌肉來旋轉。這些光的功能仍是未知，有些假說指這些光是遮掩南極磷蝦的影，在捕獵者前「隱形」；另一些猜測指這些光是對交配或夜間聚集有重要作用。
南極磷蝦的生物螢光器官包含了幾種螢光物質。主要成份的最大螢光激發光及發射光分別可達355納米及510納米。

### 逃離反應

南極磷蝦的逃走方法

南極磷蝦使用一種逃離反應來避開捕獵者，就是透過擺動尾節向後快速游泳。南極磷蝦的這種游泳方式的速度可以超過60cm/s。視覺刺激的起動時間只須55微秒，但在低溫時會稍慢。

### 複眼

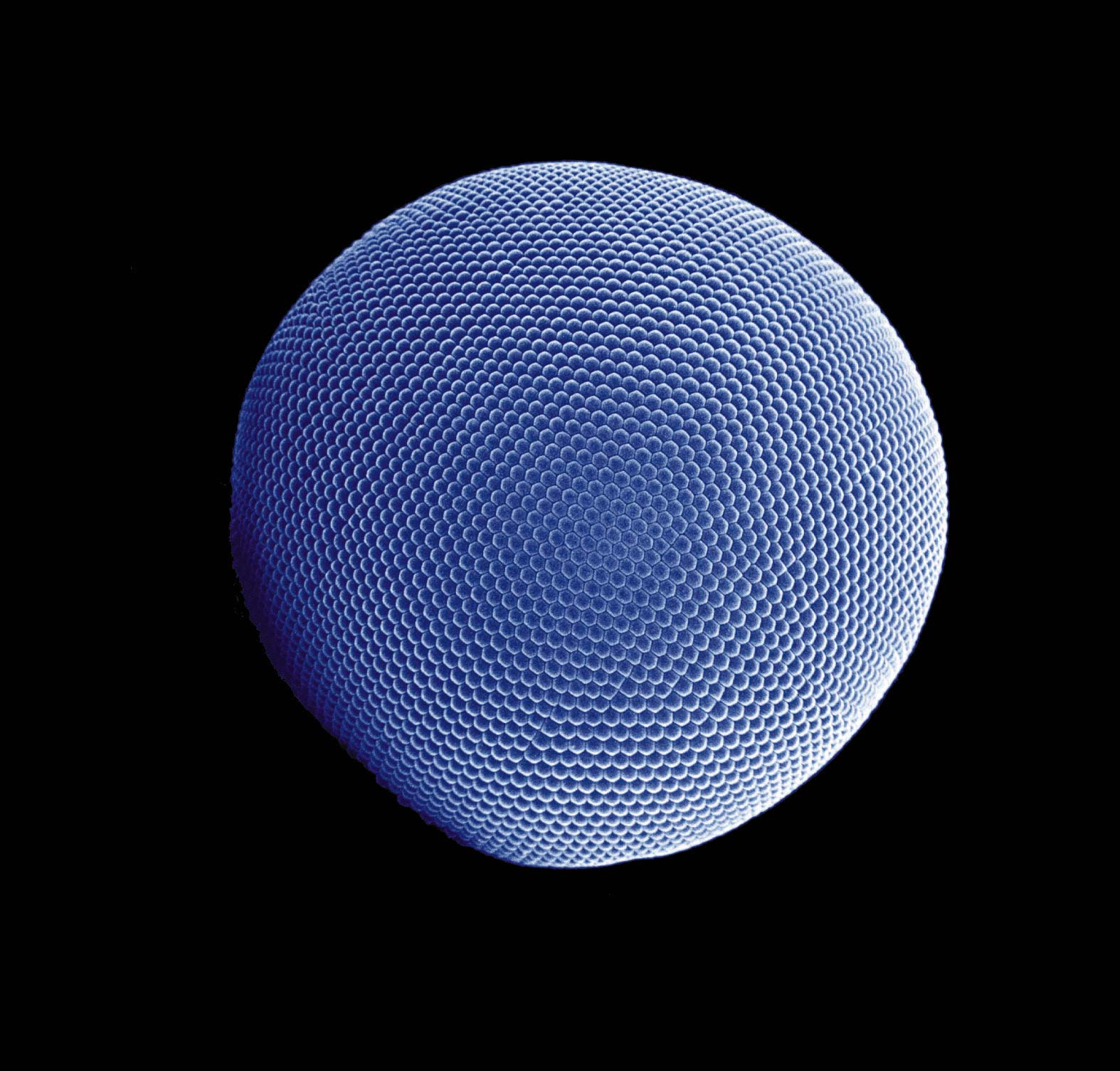
複眼的電子顯微鏡映像

雖然南極磷蝦複眼的用途及其發展原因仍然是個謎，但顯然牠們的複眼是自然界其中一種最奇妙的視覺結構。
雖然南極磷蝦在缺乏食物供應時，能夠在脫殼後縮減體型以適應環境，但是牠們的眼睛卻不會縮減。眼睛與身體長度的比例因而可以作為飢餓的參考。

## 地理分佈

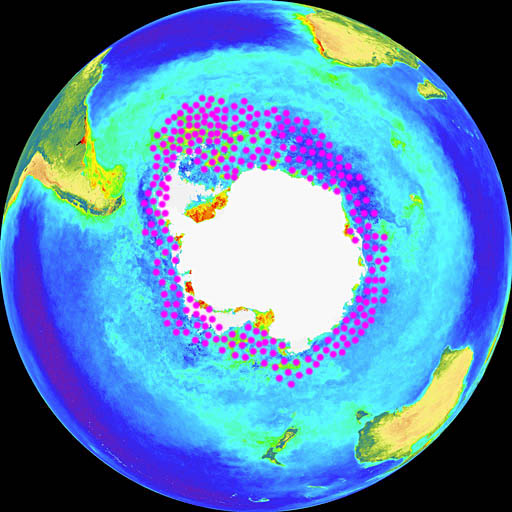
美國太空總署海洋寬視場遙感器有關南極磷蝦分佈的映像：主要聚集於南極半島的斯科舍海

南極磷蝦主要集中於南冰洋。牠們圍繞著極地分佈，最高密度是在大西洋區域。
南冰洋的北面邊界為大西洋、太平洋及印度洋區域，並且是由南极辐合带所劃定。南極聚合帶是一個繞極的海岸帶，當中冰凍的南極海水在較暖的亞南極海水之下。這個聚合帶約於南緯55°，由這裡量度至南極洲，南冰洋的面積達3千2百萬平方公里。這是北海的65倍。在冬天，這個區域的四份之三會由冰所覆蓋，而約2千4百萬平方公里的海面會在夏天不會結冰。海水溫度在−1.3至3℃之間。
南冰洋的海水形成了一個海流系統。無論何時南冰洋都有著南極繞極流，表層海水會圍繞著南極洲向東流動。靠近大陸，南極沿岸流卻是逆時針方向流動。在兩個極流之間，出現了大漩渦，例如威德爾海。南極磷蝦聚集在這個海域，形成圍繞南極洲的一大群族，並在整個地區進行基因交換。現時對牠們的遷徙模式所知甚少，因仍未能追蹤個別南極磷蝦的運動。

### 南極洲生態位
南極磷蝦是南極洲生態系統的重點物種，並且為鯨魚、海豹、豹形海豹、海狗、食蟹海豹、魷魚、冰魚、企鵝、信天翁及其他的鳥類提供了重要的食物來源。食蟹海豹有著特別的牙齒，就像一個完美的隔篩，可以從水中篩出南極磷蝦。食蟹海豹是世界上最多的海豹，牠的98%食物就是南極磷蝦，每年消耗超過6千3百萬噸。豹形海豹亦有著相似的牙齒，南極磷蝦是牠飲食的45%。所有海豹每年一共消耗6千3百萬至1億3千萬噸的南極磷蝦，所有鯨魚就消耗3千4百萬至4千3百萬噸，鳥類約1千5百萬至2千萬噸，魷魚約3千萬至1億噸，而魚類則是1千萬至2千萬噸，總計每年是1億5千2百萬至3億1千3百萬噸。
在食物鏈中，在南極磷蝦與牠的獵物之的間涉及3至4步驟。而由南極磷蝦至鯨魚之間的步驟亦很大，這是只有南極生態系統才有的。南極磷蝦只生活在南冰洋，但是在北大西洋及太平洋，主要分別是由北方磷蝦及太平洋磷蝦所支配的。

### 生物質能及繁殖
南極磷蝦的生物質能估計是在1億2千5百萬至7億2千5百萬噸之間，可見牠們是地球上最成功的物種。對於所有肉眼可見的動物，有些生物學家認為蟻有著最大的生物質能，而亦有指是橈足亞綱，但這兩類生物都包含了幾百個物種。所有非磷蝦的漁業，即有鰭魚、貝類、頭足綱及浮游生物約為每年1億噸，而南極磷蝦的數量則估計每年在1千3百萬至幾億噸。
南極磷蝦能夠建立如此巨大的生物質能，是由於南冰洋保有世界最大的浮游生物總匯，亦可能是充滿最多浮游植物的海洋。當海水由深海區上升至透光帶，食物亦由世界各地的海洋運送至此供生物所吃用。
在遠洋帶初級生產（即約太陽光轉化成有機的生物質能，亦是食物鏈的基礎）每年的固碳作用可在1-2g/m²之間，接近兩極可以達至30-50g/m²。這些數字雖然對比北海或向上流區域並不十分高，但以其面積計算就是很巨大的數量，甚至比雨林都還要高。再者，南極的夏天提供了很大量的日光供應予這個過程。所有這些因素都令浮游生物及南極磷蝦對地球的生態循環有著重要的影響。

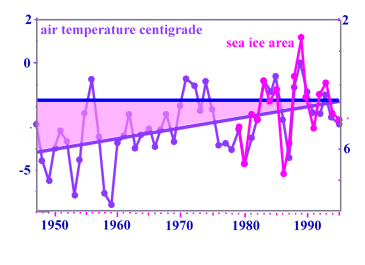
溫度與浮冰面積的關係：橫線是熔點，斜線為平均水溫。

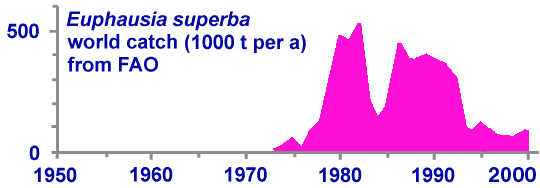
南極磷蝦的每年捕獲量。

### 隨浮冰溶解而減少
南極磷蝦的總生物質能在過往幾十年不斷下降。有些科學家指下降的幅度達80%。這可能是由於溫室效應引起的浮冰區減少所造成。右邊的圖表顯示了近40年南冰洋溫度的上升及浮冰的減少。南極磷蝦，尤其是在幼體階段，似乎是需要浮冰結構來提高生存率。浮冰提供了天然的洞穴給南極磷蝦來避開捕獵者。在浮冰下降的年份，南極磷蝦趨向讓位予海樽。

### 漁業
南極磷蝦漁業每年約為10萬噸。主要漁業國家為韓國，挪威，日本及波蘭。產物在日本主要用作為料理，而在世界其他地方則作為動物食品及魚餌。磷蝦漁業在兩方面是很難經營的：第一是捕捉磷蝦的是非常細小的網，會引起很大的阻力，並會產生船頭波將磷蝦偏離兩側。第二是細網的孔很快會被阻塞。再者，細網在當捕捉磷蝦時，會被破開，以致影響獲量。
另外一個問題是磷蝦的運送。由於整個網都聚滿了水，磷蝦會彼此擠壓，造成失去磷蝦的體液。磷蝦必須很快進行處理，因捕獲的磷蝦會很快在幾小時內變壞。處理主要是分開後面的肌肉部份及前面部份，並分開幾丁質甲殼，以生產冷凍製品及濃縮粉末。牠們的高蛋白質及維生素適合人類直接食用及餵飼動物。近年，由於南極磷蝦含有豐富的磷蝦油，含有身體很需要的四種磷脂，而且污染量極低，現時捕獲的南極磷蝦大多數都會用來提取磷蝦油。

## 研究方向和海洋工程
雖然對整個南極洲生態系統仍然缺乏認識，但有關南極磷蝦的大型實驗研究亦已進行，目的是提高碳截存。南冰洋的大部份地區都有充足的營養物，但浮游植物卻不怎麼增加。這些地區被稱為HNLC（高營養，低葉綠素）。這個現象稱為「南極悖論」，据信是因为海水中缺乏鐵。研究人员从科考船上向海水中加入少量的铁，就会形成数英里的浮游植物繁茂区。這些研究期望可以借此吸收因燃燒化石燃料所產生的二氧化碳。南極磷蝦在這個過程上是重要的角色，負責收集細小及固有二氧化碳的浮游植物細胞及將之轉化為快速下沉的碳物質。

## 華人世界的調查
台湾農委會水產試驗所投資建造的海功號試驗船。也曾4度遠赴南極探測南極磷蝦漁場資源，最早在1976年12月。
二十世纪八十年代中国南极科学考察进行过两次南极磷虾探捕，分别由中国水产科学研究院东海水产研究所陈雪忠所长、郭南霖所长进行。近年来中国南极科学考察中也曾多次针对南极磷虾进行专门研究。

## 備註
1. a  南極磷蝦的學名有時被誤拼為Euphasia superba 或Eupausia superba。

## 延伸閱讀
- Clarke, A. (1983) Towards an energy budget for krill: The physiology and biochemistry of Euphausia superba Dana. Polar Biology 2(2)
- Hempel, I.; Hempel, G.: Field observations on the developmental ascent of larval Euphausia superba (Crustacea). Polar Biol 6; pp. 121 – 126; 1986.
- Hempel, G.: Antarctic marine food webs. In Siegfried, W. R.; Condy, P. R.; Laws, R. M. (eds): Antarctic nutrient cycles and food webs. Springer-Verlag, Berlin, pp. 266 – 270; 1985.
- Hempel, G.: The krill-dominated pelagic system of the Southern Ocean. Envir. Inter. 13, pp. 33 – 36; 1987.
- Hempel, G.: Life in the Antarctic sea ice zone. Polar Record 27 (162); pp. 249 – 253; 1991
- Hempel, G.; Sherman, K.: Large marine ecosystems of the world: trends in exploitation, protection, and research. Elsevier, Amsterdam: Large marine ecosystems 12, 423 pp; 2003
- Ikeda, T. (1984) The influence of feeding on the metabolic activity of Antarctic krill (Euphausia superba Dana). Polar Biology 3(1)
- Ishii, H. (1987) Metabolic rates and elemental composition of the Antarctic krill, Euphausia superba Dana. Polar Biology 7(6)
- Kils, U., (2006) So frisst der Krill How krill feeds. In: Hempel, G., Hempel, I., Schiel, S., Faszination Meeresforschung, Ein oekologisches Lesebuch. Hauschild Bremen, 112–115
- Mauchline, J.; Fisher, L.R.: The biology of euphausiids. Adv. Mar. Biol. 7; 1969.
- Nicol, S. & de la Mare, W. K. Ecosystem management and the Antarctic krill. American Scientist 81 (No. 1), pp. 36–47. Biol 9:129–135; 1993.
- Nicol, S.; Foster, J.: Recent trends in the fishery for Antarctic krill, Aquat. Living Resour. 16, pp. 42 – 45; 2003.
- Quetin, L. B., Ross, R. M. and Clarke, A.: Krill energetics: seasonal and environmental aspects of the physiology of Euphausia superba. In El-Sayed, S. Z. (ed.): Southern Ocean Ecology: the BIOMASS perspective, pp. 165 – 184. Cambridge University Press, 1994.
- Sahrhage, D.: Antarctic Krill Fisheries: Potential Resources and Ecological Concerns. In Caddy, J. F. (ed.): Marine Invertebrate Fisheries; their assessment and management; pp. 13 – 33. Wiley, 1989.

## 外部連結
- 中國科普博覽＿冰雪館：南極磷蝦（页面存档备份，存于）
- 中國科普博覽＿南極博物館：世界最丰富的磷虾资源（页面存档备份，存于）
- 中央电视台：南极磷虾及其资源开发（页面存档备份，存于）